# Острів Святого Юрія
Острів святого Юрія (Георгія) (рум. Insulă Sfântu Gheorghe) — острів, що знаходиться у дельті Дунаю. Поблизу острова пролягає Георгіївське гирло річки.
У XVIII столітті тут почали селитися козаки Задунайської Січі.